# NMP22
La proteina di matrice nucleare 22 (NMP22) è un marcatore tumorale per il cancro della vescica.
Questa proteina è specifica della matrice nucleare localizzata a livello del nucleo della cellula. Viene coinvolta nella sintesi del DNA, nella trascrizione dell'RNA e nella regolazione dell'espressione genica, inclusa la corretta distribuzione del materiale genetico alle cellule figlie durante la mitosi.